# Estela discoidal

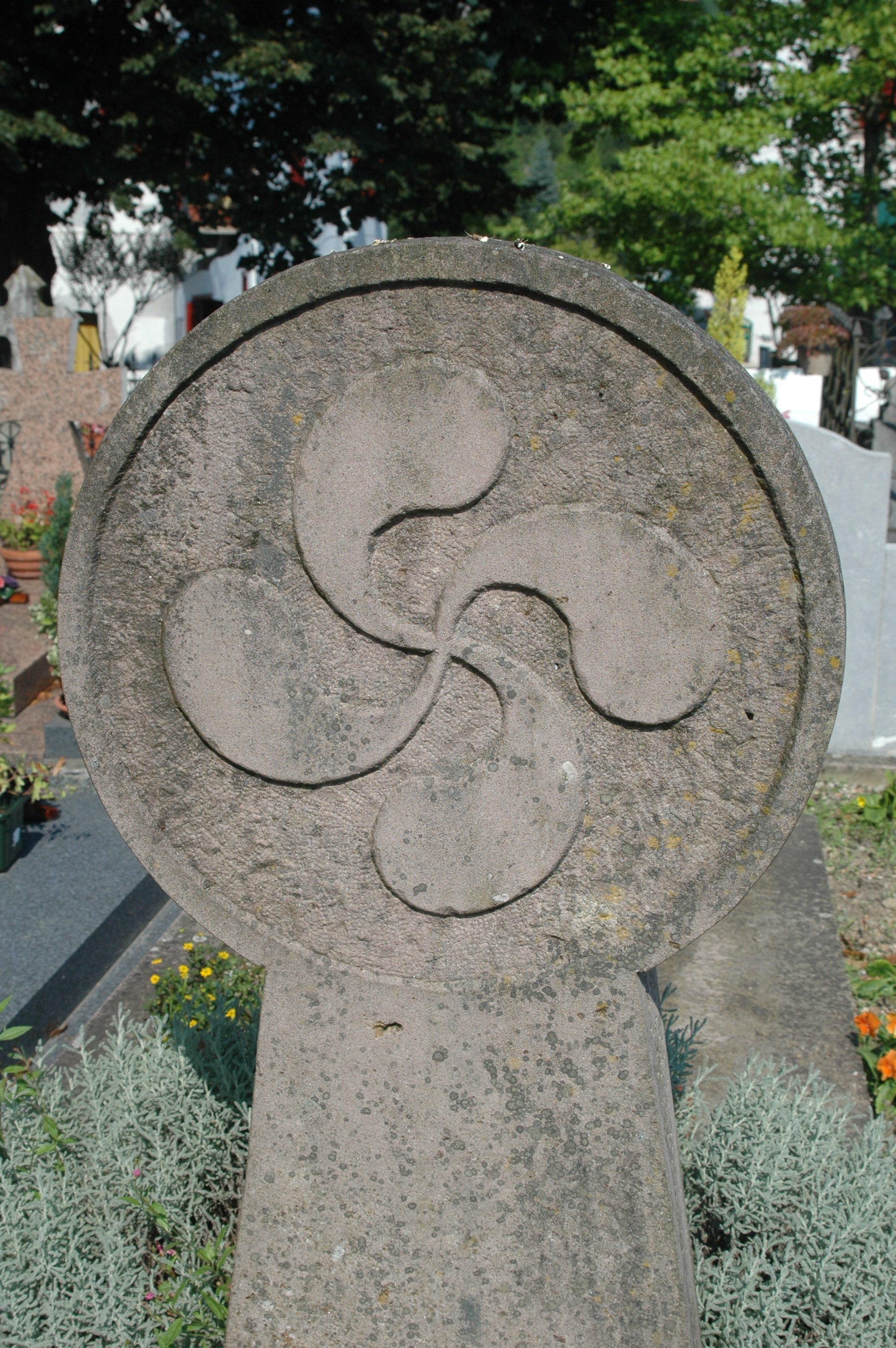
Estela discoidal con un lauburu, en Ainhoa (País Vasco francés).

Una estela discoidal es un monumento funerario que se puede encontrar en algunas zonas de Europa Occidental, Rusia, y hasta Oriente Medio (Siria y Armenia). Es típico de los fosos medievales de la comarca de la Matarraña (España) y es abundante en los fosos del País Vasco francés, donde se conocen con el nombre de hilarri.
Estas estelas funerarias tienen forma de disco encarado hacia el sol, encima de un soporte trapezoidal. Se grababan símbolos paganos solares como rosetas hexagonales y flores de la vida, y también símbolos cristianos. En las estelas del País Vasco Francés es típica la presencia de los lauburus.
La tradición de hacer estelas discoidales es antigua y ya en la Edad del Bronce encontramos ejemplos en el suroeste de la península ibérica. La estela de Luna (situada en Luna, municipio de Aragón) es un caso anómalo porque tiene las características de las estelas del suroeste, pero se ha encontrado en el noreste de la península. Posteriormente son muy conocidas las Estelas cántabras que realizaron los cántabros prerromanos antes de la conquista romana del norte peninsular.

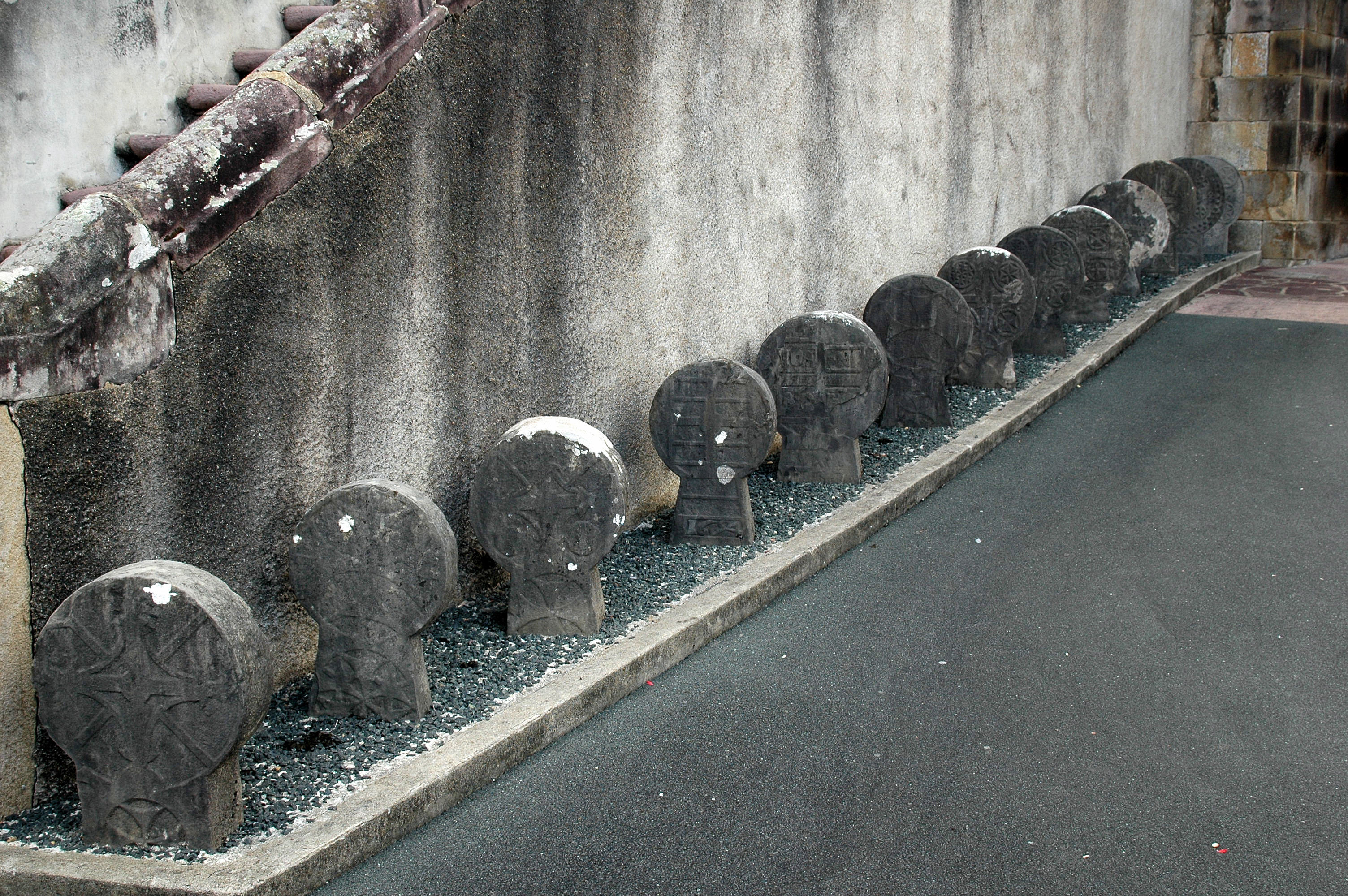
Estelas discoidales en Luhuso.